# Mitrophyllum
Mitrophyllum is een geslacht uit de ijskruidfamilie (Aizoaceae). De soorten uit het geslacht komen voor in de Kaapprovincie in Zuid-Afrika.

## Soorten
- Mitrophyllum abbreviatum L.Bolus
- Mitrophyllum clivorum (N.E.Br.) Schwantes
- Mitrophyllum dissitum (N.E.Br.) Schwantes
- Mitrophyllum grande N.E.Br.
- Mitrophyllum margaretae S.A.Hammer
- Mitrophyllum mitratum (Marloth) Schwantes
- Mitrophyllum roseum L.Bolus

... · 
Antimima · 
Argyroderma · 
Carpobrotus · 
Disphyma · 
Dorotheanthus · 
Gibbaeum · 
Lapidaria · 
Lithops · 
Mesembryanthemum · 
Sceletium · 
Tetragonia · 
...